# Turboweekend
Turboweekend – duński zespół wykonujący muzykę synthesizer rock, utworzony w 2006 roku przez trzech przyjaciół z dzieciństwa – Martina Øhlersa Petersena, Silasa Bjerregaarda oraz Mortena Køie. Anders Stig Møller dołączył do występów na żywo w 2009 roku i został oficjalnie członkiem zespołu podczas nagrywania ostatniego albumu studyjnego. Nazwa zespołu została wymyślona przez perkusistę Martina Øhlersa Petersena.

## Pierwsze dokonania oraz 'Night Shift' (2006-2008)
Pierwszy radiowy hit zespołu "Into You" został nagrany na początku 2006 roku, a debiut koncertowy Turboweekend zaliczyło w kwietniu tego samego roku. W tym czasie zespół zdobył dużą popularność na kopenhaskich imprezach hipsterskich, co zaowocowało zaproszeniem na Roskilde Festival 2007. Debiutancki album Night Shift został wydany 1 października 2007 roku nakładem wytwórni was Copenhagen Records. W 2008 roku zespół zagrał w radiu "P3 Guld" i został nominowany w kategorii "Debiutanci Roku" przez "P3 Guld" oraz "Zulu Awards". W połowie 2008 roku Turboweekend zaczął pracę nad drugim albumem.

## 'Ghost of a Chance' (2009-2011)
Drugi album Turboweekend Ghost of a Chance został wydany 23 marca 2009 roku nakładem Mermaid Records/Sony Music. Album Ghost of a Chance był dla zespołu przełomowy w rodzimej Danii co zaowocowało nominacją do nagrody głównej P3 Prisen na P3 Guld 2010. W 2009 roku Ghost of a Chance został wydany w Niemczech i Szwajcarii, a w Polsce w 2010 roku nakładem Sony Music.
Wiosną 2010 roku wydany został remix piosenki "Trouble Is" holenderskiego DJ-a Tiësto.
W lipcu 2010 roku zespół ponownie zagrał na Roskilde Festival. W tym samym czasie "Trouble Is" dociera do 1. miejsca w Polsce, na koniec roku piosenka była jednym z najchętniej puszczanych utworów w stacji radiowej Eska Rock.
10 listopada 2010 roku zespół poprzez swoją stronę internetową udostępnił darmową EP Bound Turboweekend znajduje się wśród pięciu nominacji MTV Europe Music Awards za Najlepszy duński występ podczas gali w Madrycie (listopad 2010 roku).
Na gali P3 Guld 14 stycznia 2011 roku zespół wygrywa nagrodę P3 Gennembruddet. Album Ghost of a Chance pokrywa się złotem  styczniu 2011 roku w Danii.
Podczas listopadowej gali Danish Music Awards Turboweekend triumfuje w kategorii Najlepszy duński występ na żywo.
Klawiszowiec Anders Stig Møller, który do tej pory wyłącznie brał udział w występach na żywo, został oficjalnie członkiem Turboweekend.

## 'Fault Lines' (2012 – obecnie)
W lutym 2012 roku Turboweekend podpisało kontrakt z EMI Nordic, który wypuścił ich trzeci album studyjny Fault Lines w całej Skandynawii oraz w Beneluksie i w Polsce.

## Aktualny skład
Martin Øhlers Petersen (data ur. 28 listopada 1980).
Morten Køie (data ur. 2 czerwca 1981).
Silas Bjerregaard (data ur. 2 kwietnia 1982).

## Byli członkowie
Anders Stig Møller (data ur. 11 lutego 1983).

## Festiwale
- Roskilde Festival 2007, 2010
- Skanderborg Festival 2008, 2009, 2010, 2011, 2012, 2013
- NorthSide Festival 2010, 2011, 2012
- SPOT Festival 2008, 2009, 2010, 2013
- Skive Festival 2010, 2011, 2013
- Nibe Festival 2009, 2010, 2011, 2013
- By:Larm (Oslo) 2009, 2011, 2012
- Liverpool Soundcity 2009
- Ursynalia - Warsaw Student Festival 2011
- Odjazdy 2013
- Rocktober Fest Party 2012
- Volt Festival 2013
- Brücken Festival 2013
- Muzofest (Poland) 2015

## Dyskografia

### Albumy
- Night Shift (2007)
- Ghost of a Chance (2009)
- Fault Lines (2012)
- Share My Thunder (2015)

### EP
- 2010: Bound (2010)
- 2013: Shadow Sounds (2013)

### Single
- 2007: "Into You"
- 2007: "Wash Out"
- 2008: "Glowing Vision"
- 2008: "After Hours"
- 2009: "Something or Nothing"
- 2009: "Holiday"
- 2009: "Trouble Is"
- 2010: "De brikker der aldrig faldt på plads" (feat. Steffen Brandt) (2010)
- 2010: "Now" (feat. Tahita Bulmer) (2010)
- 2011: "Into the Pavement" (feat. Casper Clausen) (2011)
- 2012: "On My Side"
- 2012: "Neverending"
- 2012: "Fire of the Stampede"
- 2014: "Miles and Miles"
- 2015: "Asking For More"
- 2015: "Disco to Disco"
- 2015: "Slow"
- 2025: Under Overfladen (Oh Land & Turboweekend)

### Teledyski
- 2007 "Into You" – reż. Nils Holst-Jensen
- 2007 "Wash Out" – reż. Daniel Kragh-Jacobsen
- 2007 "Glowing Visions" – reż. Rasmus Kloster Bro
- 2009 "After Hours" – reż. Jakob Printzlau
- 2009 "Holiday" – reż. Jakob Printzlau
- 2009 "Trouble Is" – reż. Jakob Printzlau
- 2011 "Into the Pavement" – reż. Silas Bjerregaard
- 2012 "On My Side" – reż. Silas Bjerregaard
- 2012 "Neverending" – reż. Thomas Fryd
- 2012 "Fire of the Stampede" – reż. Jacob Olsen
- 2014 "Miles and Miles" – reż. Benjamin Robin Graahede